# Kopułek juchtowaty

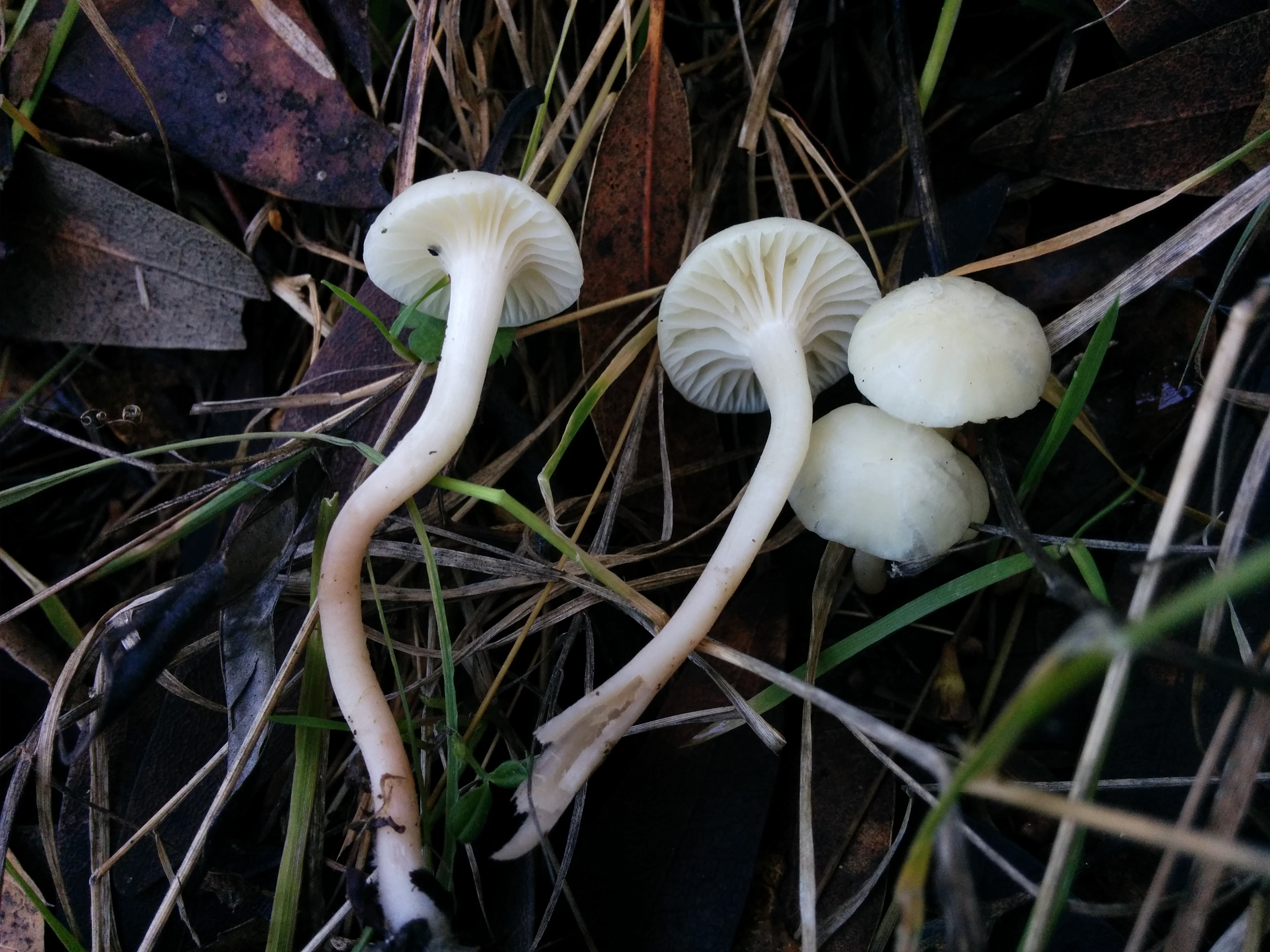

Wilgotnica juchtowa, kopułek juchtowaty (Cuphophyllus russocoriaceus (Berk. & T.K. Mill.) Bon) – gatunek grzybów z rodziny wodnichowatych (Hygrophoraceae).

## Systematyka i nazewnictwo
Pozycja w klasyfikacji według Index Fungorum: Cuphophyllus, Hygrophoraceae, Agaricales, Agaricomycetidae, Agaricomycetes, Agaricomycotina, Basidiomycota, Fungi.
Po raz pierwszy takson ten zdiagnozowali w 1848 r. Miles Joseph Berkeley i T.K. Miller nadając mu nazwę Hygrophorus russocoriaceus. Obecną, uznaną przez Index Fungorum nazwę nadał mu w 1969 r. Marcel Bon.
Niektóre synonimy:
- Camarophyllus russocoriaceus (Berk. & T.K. Mill.) J.E. Lange 1923
- Hygrocybe russocoriacea (Berk. & T.K. Mill.) P.D. Orton & Watling 1969
- Hygrocybe russocoriacea f. alba M. Becerra & Robles 2012
- Hygrocybe russocoriacea (Berk. & T.K. Mill.) P.D. Orton & Watling 1969 f. russocoriacea
- Hygrophorus russocoriaceus Berk. & T.K. Mill. 1848

Nazwę polską kopułek juchtowaty nadała w 1997 r. Barbara Gumińska dla synonimu Camarophyllus russocoriaceus. W niektórych atlasach grzybów podawana jest nazwa wilgotnica juchtowa. Obydwie nazwy są niespójne z aktualną nazwą naukową. W 2021 r. Komisja ds Polskiego Nazewnictwa Grzybów zarekomendowała dla rodzaju Cuphophyllus nazwę kopułka, nazwa gatunku powinna więc brzmieć kopułka juchtowata.

## Morfologia
Kapelusz
Średnicy 0,6–2,5 cm, młody – półkulisty, później rozpostarty i na środku zagłębiony. Jest nieco higrofaniczny; w stanie wilgotnym od przeświecających blaszek jest na brzegu prążkowany i na powierzchni połyskujący, podczas suchej matowy i bez prążkowania. Powierzchnia gładka, o barwie od białej, kremowej lub kości słoniowej, czasami szaroochrowa. Brzeg ostry.
Blaszki
Zbiegające, dość grube i rzadkie, z blaszeczkami, białe lub kremowe, o równych ostrzach.
Trzon
Wysokość do 2,5 cm, średnica od 0,2 do 0,4 cm, cylindryczny, zwężający się ku podstawie, czasami wygięty, początkowo pełny, potem pusty. Powierzchnia gładka, sucha, jedwabiście połyskująca, o tej samej barwie co kapelusz.
Miąższ
Cienki, kremowy, wodnisty, zapach juchtowy, smak podobny do drewna cedrowego.
Cechy mikroskopowe
Podstawki 4–zarodnikowe, o kształcie od cylindrycznego do półwrzecionowatego, ze sprzążka w podstawie. Zarodniki nieregularnie elipsoidalne, niektóre nieznacznie na środku zwężone, hialinowe, z gutulami. Mają rozmiary 7,8–10 × 4,6–7 µm. Strzępki tramy zbudowane z cylindrycznych komórek o długości 32,6–102,9 μm i średnicy 6,1–18,9 μm. Sprzążki liczne we wszystkich strukturach grzyba.
Gatunki podobne
Kopułka śnieżna (Cuphophyllus virgineus) i wodnicha świerkowa (Hygrophorus piceae) odróżniają się brakiem zapachu. Wodnicha świerkowa rośnie tylko pod świerkami.

## Występowanie i siedlisko
Wilgotnica juchtowa występuje w Europie i jest tutaj szeroko rozprzestrzeniona. W piśmiennictwie naukowym na terenie Polski do 2003 r. podano trzy stanowiska. Znajduje się na Czerwonej liście roślin i grzybów Polski. Ma status R – gatunek potencjalnie zagrożony z powodu ograniczonego zasięgu geograficznego i małych obszarów siedliskowych.
Rozwija się w trawie, na wilgotnych pastwiskach i łąkach, na obrzeżach lasów i dróg leśnych. Owocniki wytwarza od sierpnia do listopada.